# Boeieraak

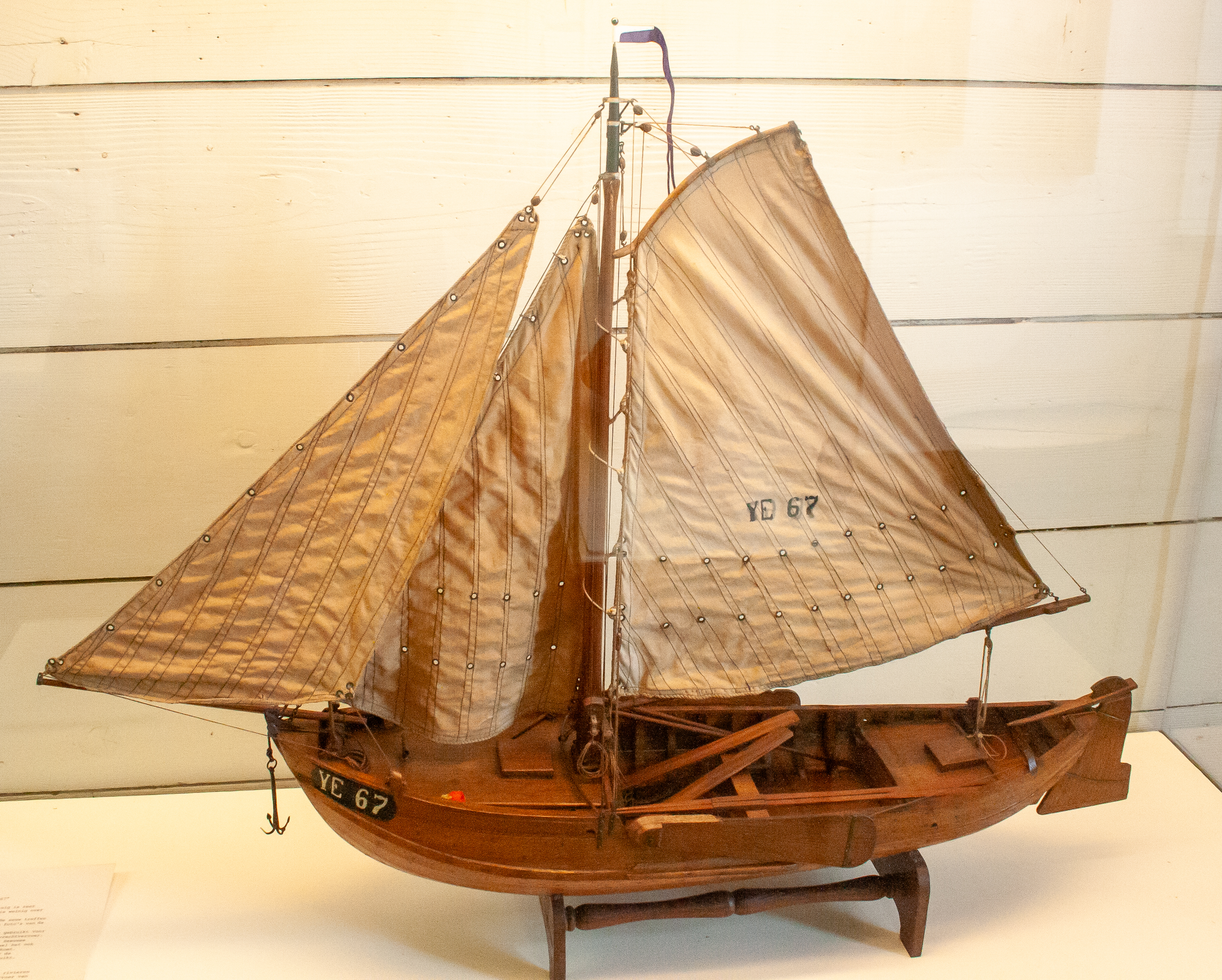
Model van een boeieraak

De boeieraak was een Zeeuws vissersschip. Het had niet veel van een boeier maar was een zuivere aak dus: voor en achter opgebogen platte bodem. Het werd boeieraak genoemd omdat het wat rondere vormen had dan de meeste Zeeuwse typen.
Het Maritiem Museum in Rotterdam heeft een bijzonder fraai model van dit scheepstype.
Algemene kenmerken van de Zeeuwse vissersschepen waren dat ze weinig diepgang hadden en een platte bodem en daardoor konden droogvallen op de banken en schorren.